# Alchemilla rugulosa
Alchemilla rugulosa är en rosväxtart som beskrevs av S. Fröhner. Alchemilla rugulosa ingår i släktet daggkåpor, och familjen rosväxter. Inga underarter finns listade i Catalogue of Life.